# Ремонтна вулиця (Київ)
Ремо́нтна ву́лиця — вулиця в Дарницькому районі міста Києва, місцевість Нова Дарниця. Пролягає від Зрошувальної вулиці (двічі). 
Прилучається залізниця. Поблизу залізничного зупинного пункту Дарниця-Депо наявна перерва у проляганні вулиці — вулиця має вигляд ґрунтової дороги.

## Історія
Ремонтна вулиця виникла у 50-ті роки XX століття. Сучасну назву вулиця отримала у 1958 році, від розташованого поблизу заводу по ремонту шляхової техніки.